# Franklyn Bellamy
Franklyn Bellamy (1886 – 1961) foi um ator britânico da era do cinema mudo.

## Filmografia selecionada
- Yellow Stockings (1928)
- Power Over Men (1929)
- Night Birds (1930)
- The Barton Mystery (1932)
- The Little Damozel (1933)
- Up for the Derby (1933)
- Member of the Jury (1937)
- Mr. Smith Carries On (1937)
- Splinters in the Air (1937)
- The Last Chance (1937)